# Balkányi Kálmán
Balkányi Kálmán (Debrecen, 1883. július 14. – Párizs, Franciaország, 1965. december 3.) közgazdasági író, újságíró, lapszerkesztő, ügyvéd. 

## Élete
Budapesten és Berlinben végezte jogi tanulmányait és miután ügyvédi diplomát szerzett, 1908-ban az Országos Magyar Kereskedelmi Egyesület,  majd 1918-tól igazgatója lett. 1912-ben alapítója és első titkára volt a Magyar–Lengyel Egyesületnek. Megalapította Lánczy Leóval együtt a Magyar-Bosnyák Keleti Gazdasági Központot, melynek célja a Kelet felé irányuló gazdasági politika elmélyítése volt. Mint hivatalos szakértő részt vett az 1922-es genovai és 1923-as genfi konferenciákon. Élénk közgazdasági és publicisztikai tevékenységet fejtett ki. Szerkesztette az OMKE hetilapját. A második világháború idején családjával bujkálni kényszerült, majd a felszabadulást követő években elhagyták az országot.

## Családja
Balkányi (szül.: Weinberger) Miklós (1855–1920) balkányi születésű ügyvéd, gazdálkodó, királyi tanácsos és Popper Berta (1864–1933) gyermekeként született. Édesapja jelentős szerepet játszott a debreceni közéletben, tagja volt a város közgyűlésének, nevéhez fűződik a telefonhálózat kiépítése és évekig a debreceni zsidó hitközség elnökeként is tevékenykedett. Testvére Balkányi Béla (1884–1945) földbirtokos, publicista volt.
Apai nagyszülei Weinberger Ármin és Pick Henrietta, anyai nagyszülei Popper Alajos (1827–1912) orvos és Hartstein Róza (1841–1923) voltak.
Felesége Vészi Edit (1892–1979) volt, Vészi József és Keményfi Franciska lánya, akivel 1911. szeptember 9-én Budapesten kötött házasságot.
Gyermekei
- Balkányi Judit (1912–1982) csecsemő-agysebész.[10]
- Balkányi Sára (1913–1992) gyógypedagógus, pszichoanalitikus.[11] Férje dr. Pogány Márk (1900–1934) orvos volt.[12]
- Balkányi Ágota (1917–2001). Férje Szekeres Miklós kutatómérnök volt, aki Nicholas Sekers-re angolosíttatta nevét, s egyik találmányáért megkapta a főnemesi "sir" címet.
- Balkányi Zsuzsa (1922–2005) grafikus, külföldön Suzanne Balkanyi.

## Művei
- Garibaldi
- Arcok, harcok, kudarcok
- Egy kereskedő naplója 1934–1941.